# Frente oriental de la invasión rusa de Ucrania
El frente oriental es un teatro de operaciones en curso por el control de varios territorios del este de Ucrania —no solo la región del Dombás— durante la invasión rusa de este país.

Esta ofensiva se inició el 24 de febrero de 2022, después de que el presidente ruso, Vladímir Putin, anunciara la «operación militar especial» en Ucrania, que comprende varias ofensivas. Según el mandatario, el objetivo principal de su país en Ucrania es «ayudar a la gente que vive en el Dombás, que siente un vínculo inquebrantable con Rusia y que durante ocho años ha sido víctima de un genocidio».Esta fue probablemente, la mayor campaña militar en la Invasión rusa de Ucrania de 2022,habiendo decenas de miles de muertos(incluyendo civiles)y ciudades destruidas.
El mismo día del anuncio de la operación, las fuerzas rusas cruzaron la frontera ucraniana y comenzaron a avanzar hacia Járkov —segunda ciudad más poblada de Ucrania, con más de 2 millones de habitantes en su zona metropolitana—, pero se encontraron con la resistencia ucraniana, empezando así la batalla de Járkov. También en la Óblast de Járkov las fuerzas ucranianas confirmaron que Izium había sido tomada por las fuerzas rusas el 1 de abril.
El 18 de abril, tras el recrudecimiento de las acciones, el gobierno ucraniano comenzó a utilizar el término «batalla por el Dombás» para referirse a la ofensiva. Esta intensificación de los combates era esperada desde comienzos del mes, ya que Rusia se había retirado o había sido rechazada en otras partes de Ucrania y, en consecuencia, estaba preparando una fase de sus operaciones militares centrándose en el este. Así, aproximadamente 60 000 soldados rusos abandonaron la ofensiva de Ucrania central para ser desplegados en esta región, donde hay unos 40 000 soldados ucranianos.
Las operaciones iniciales probablemente consistieron en pequeñas operaciones de escaramuza que pretendían probar las defensas ucranianas, mientras que las campañas de bombardeo continúan destrozando las defensas ucranianas a lo largo de la línea del frente. La ofensiva toma lugar actualmente a lo largo de la línea Rubézhnoye - Izium - Guliaipole - Mariúpol con el objetivo de rodear a las tropas ucranianas en el Dombás y anexar la totalidad de las regiones de Donetsk y Lugansk a los cuasi-estados de la República Popular de Donetsk (RPD) y la República Popular de Lugansk (RPL), respaldados por Rusia. Dada su importancia estratégica, la ofensiva se ha comparado con la Batalla de Kursk (1943).
En la región del Dombás en particular se había producido una lucha prolongada entre separatistas apoyados por Rusia de las autoproclamadas Repúblicas Populares de Donetsk y Luhansk y las Fuerzas armadas ucranianas. Entre 2014 y 2022, la guerra en Dombás había costado las vidas de más de 10 000 separatistas, rusos y soldados ucranianos, así como las de 3000 civiles, a pesar de que la lucha se había ralentizado a un conflicto prolongado y solo 349 civiles habían muerto desde 2016. Por su parte, la óblast de Járkov también vivió las protestas prorrusas de 2014 y los rebeldes llegaron a proclamar la República Popular de Járkov, un efímero Estado independiente. Desde el inicio de la ofensiva, las partes en conflicto han buscado abrir corredores humanitarios.

## Antecedentes
El origen directo del conflicto se remonta al inicio de las protestas del Euromaidán en noviembre de 2013, cuando miles de manifestantes salieron a protestar a la plaza de la Independencia de Kiev, debido a la polarización en torno a la negativa del gobierno nacional a firmar el Acuerdo de Asociación entre Ucrania y la Unión Europea. En febrero de 2014, fue destituido el presidente Víktor Yanukóvich, pero en el este del país, región fronteriza con Rusia, numerosos manifestantes tomaron sedes de gobiernos proclamando de facto la independencia de diferentes localidades, lo que causó fuertes enfrentamientos armados entre europeístas, prorrusos y separatistas.
La República Popular de Járkov (RPJ) (en ruso: Харьковская Народная Республика) o simplemente R.P. de Járkov, fue un proyecto de Estado autoproclamado en Europa Oriental, junto a la República Popular de Donetsk y la República Popular de Lugansk, creado en abril de 2014 en el óblast de Járkov de Ucrania, durante las protestas prorrusas. De acuerdo con la constitución de Ucrania, el territorio reclamado por la RPJ es una parte integral de Ucrania pero que nunca llegó a concretarse porque la mayor parte del territorio declarado por la RPJ fue recuperado por las Fuerzas Armadas de Ucrania.

## Desarrollo

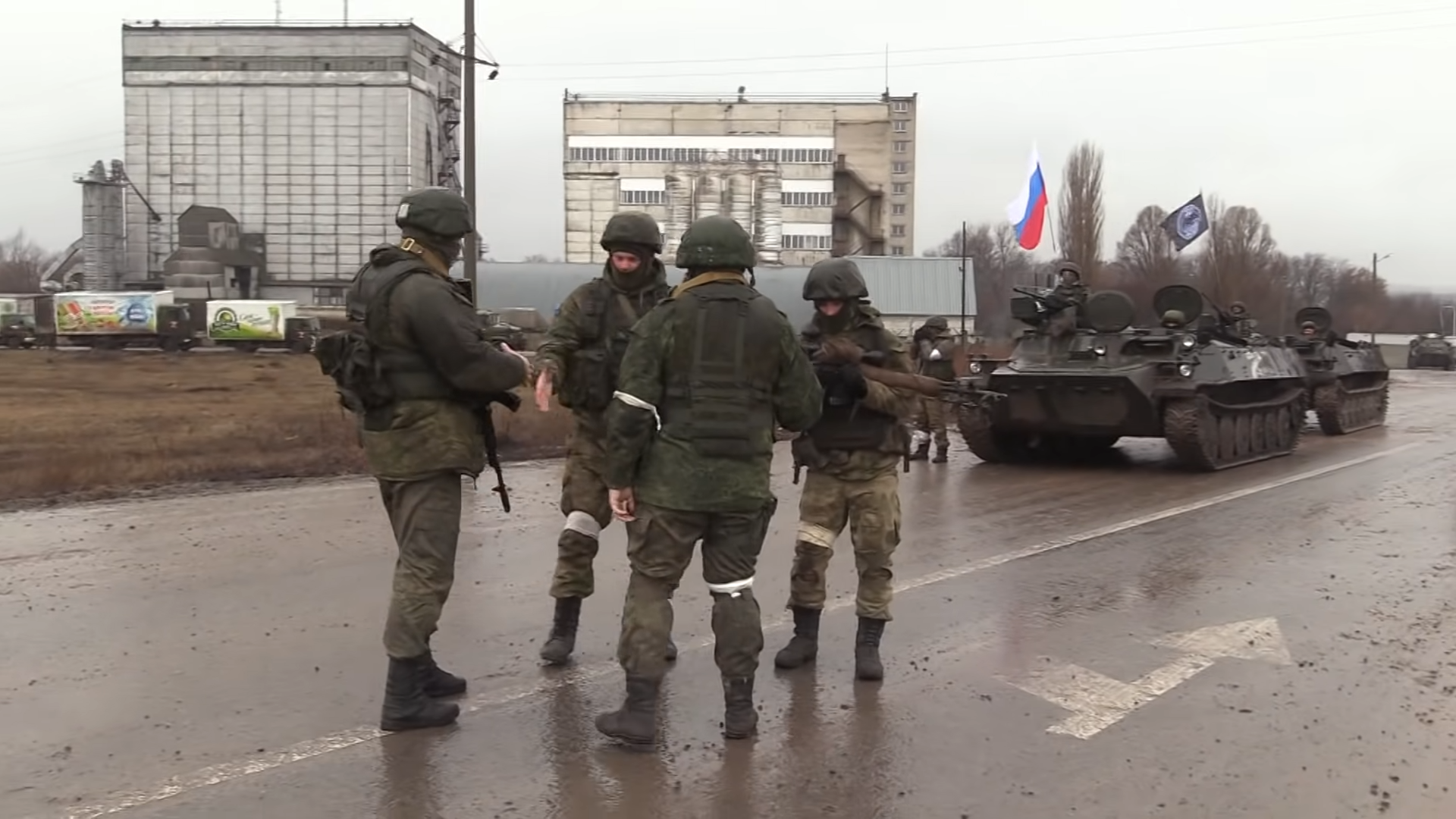
Unidades rusas y de la RPL se reúnen en Lugansk en marzo de 2022.

### Óblast de Donetsk

#### Sitio de Mariúpol
El 24 de febrero, con el inicio de la invasión del país, las fuerzas rusas bombardearon la ciudad con artillería como previo paso al avance terrestre, hiriendo a 26 personas. No sería hasta la mañana del 25 de febrero cuando el ejército ruso, apoyado por las fuerzas separatistas del Dombás, finalmente avanzó sobre el terreno hacia Mariúpol desde el territorio controlado por la autoproclamada y no reconocida República Popular de Donetsk, encontrándose con los ucranianos en batalla cerca de la aldea de Pávlopil en el raión de Volnovaja. En un primer momento, los ucranianos afirmaron derrotar a las fuerzas rusas, a las cuales destruyeron hasta 22 tanques en palabras del alcalde de Mariúpol, Vadym Boichenko.
Con una situación cada vez más crítica, el primer alto el fuego temporal no llegó hasta el día 5 de marzo, tal y como se había conseguido negociar en la segunda ronda de negociaciones en Brest en la cual ambas partes se comprometían a un cese de los combates durante 8 días en las ciudades de Mariúpol y Volnovaja para facilitar la evacuación de los civiles. Las autoridades ucranianas, que habían organizado un corredor humanitario desde Mariúpol hasta Zaporiyia, suspendieron la evacuación acusando a Rusia de violar el alto al fuego bombardeando parte de la ruta de salida. Según el Ministerio de Defensa ruso, los nacionalistas y las Fuerzas Armadas de Ucrania habían aprovechado la tregua humanitaria para «reagrupar unidades» en las posiciones defensivas y en todo Mariúpol, y los acusó de no permitir que los civiles evacuaran hacia Rusia. Al mismo tiempo, los rebeldes prorrusos informaron que solo 17 personas habían abandonado Mariúpol.
Todos los intentos de evacuación de civiles, coordinados por el Comité Internacional de la Cruz Roja, fracasaron en los días posteriores, en los cuales no cesó el fuego de artillería sobre la ciudad y ante la presencia de minas antipersona a lo largo del corredor. La situación se encontraba ya entonces, en palabras de las autoridades locales, "apocalíptica", cifrando en 1 300 el número de civiles muertos hasta el momento en la ciudad, donde una población de 300.000 personas permanecía sin agua, calefacción ni electricidad, y con grandes dificultades para recibir comida y alimentos. En este contexto, el 9 de marzo, Associated Press sacó a la luz  el enterramiento de numerosos civiles y soldados ucranianos en una fosa común en las afueras de la ciudad.

#### Azovstal

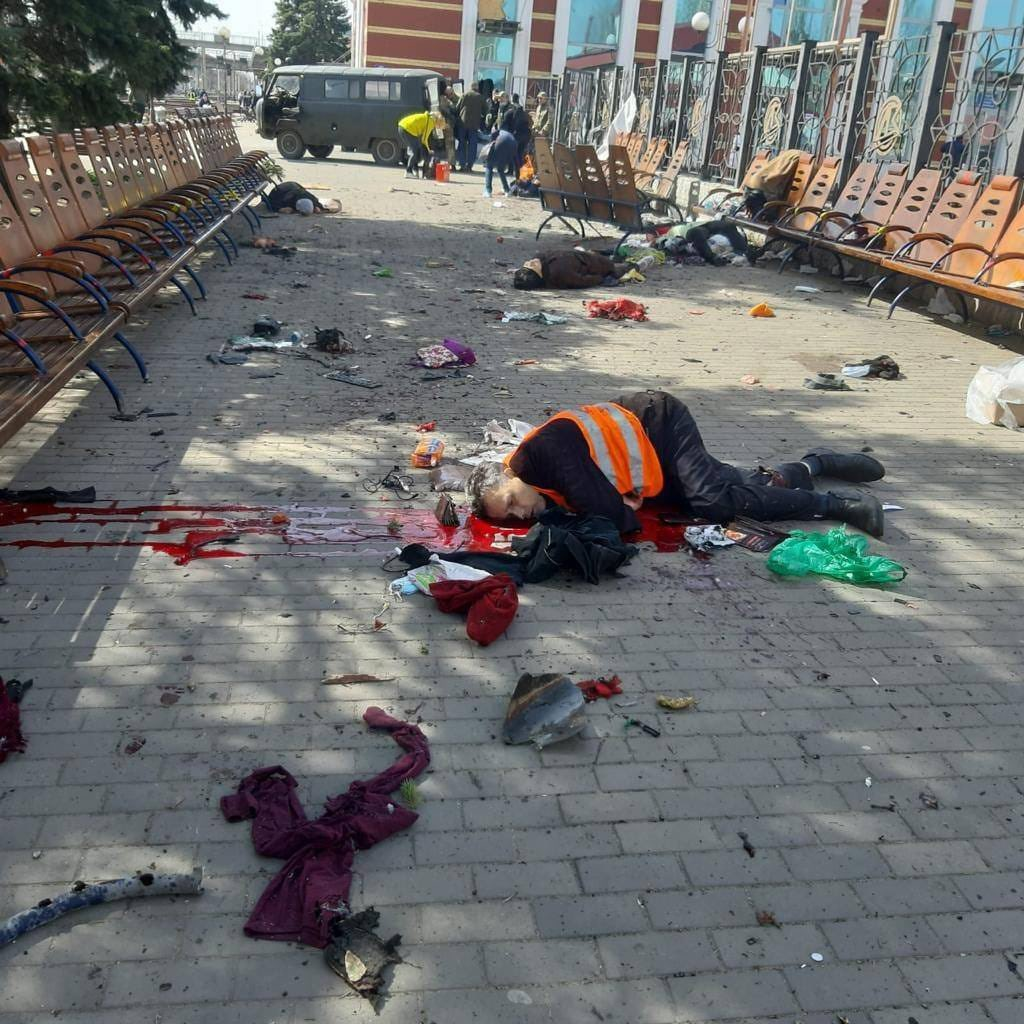
Víctimas del bombardeo.

El 16 de abril, la acería de Azovstal se convirtió en el último foco de resistencia organizada en el asedio. Las fuerzas rusas dieron a los defensores hasta las 6 a. m. hora de Moscú el 17 de abril para rendirse. Rusia afirmó que si dejaban atrás sus armas garantizarían sus vidas. Las fuerzas ucranianas se negaron a rendirse y partes de la planta permanecieron bajo su control.
El Ministerio de Defensa ruso emitió un segundo ultimátum para que las tropas ucranianas retiraran "sin excepción, cualquier arma y munición" entre las 11 a. m. y la 1 p. m. GMT del 19 de abril, que las fuerzas ucranianas también ignoraron.
Justin Crump, de la consultora Sybilline, ha afirmado que la fábrica cuenta con búnkeres atómicos y túneles para resistir un ataque nuclear.
El 4 de mayo, el jefe de la delegación negociadora ucraniana, David Arahamiya, reportó que las tropas rusas finalmente habían entrado en territorio de la acería, donde aún seguían refugiados centenares de civiles en espera de ser rescatados. En esa misma fecha, los rusos afirmaron haber capturado a Trevor Cadieu.
El 5 de mayo el diario británico The Telegraph informó que Rusia había intensificado su bombardeo de los búnkeres de la fábrica de acero mediante el uso de bombas termobáricas para aumentar la devastación de la potencia de fuego desplegada contra los soldados ucranianos restantes que habían perdido todo contacto con el gobierno de Kiev; en sus últimas comunicaciones, Zelenskyy había autorizado al comandante de la fábrica de acero sitiada a rendirse según fuera necesario bajo la presión del aumento de los ataques rusos.
Bombardeo de Donetsk
El ataque de Donetsk en marzo de 2022 fue un bombardeo contra la infraestructura civil en el centro de Donetsk, Ucrania, que según la República Popular de Donetsk fue llevado a cabo por las fuerzas ucranianas. El ataque ocurrió alrededor de las 11:31 hora local del 14 de marzo de 2022 durante la invasión rusa de Ucrania de 2022, dirigida a la calle Universitetskaya y la calle Artyoma en el centro de Donetsk. La información preliminar proporcionada por funcionarios de la RPD indicó que el ataque dejó 20 civiles muertos y 9 heridos. Más tarde, el número de muertos aumentó a 23 muertos y 28 heridos.
Bombardeo de la estación de tren de Kramatorsk (8 de abril)
Según el gobierno ucraniano, entre 1.000 y 4.000 civiles estaban presentes en la estación esperando la evacuación debido a la invasión rusa de Ucrania de 2022. Dos misiles impactaron cerca del edificio de la estación alrededor de las 10:30 ( UTC+3 ) y los primeros informes se publicaron en los medios ucranianos alrededor de las 10:45. A las 10:24 y 10:25, medios afiliados a la República Popular de Donetsk habían publicado vídeos que mostraban el lanzamiento de un par de misiles desde Shajtarsk, ciudad bajo control separatista.
Según los primeros informes, al menos 39 personas fueron encontradas muertas en el lugar, pero la estimación mínima de víctimas luego se elevó a 59 a medida que más sobrevivientes murieron a causa de sus heridas en el hospital. Al menos siete de los muertos eran niños.

### Óblast de Lugansk

#### Severodonetsk
Para el 1 de junio, a raíz de información multimedia en la que se mostraba a combatientes chechenos en varios puntos del centro de la ciudad e incluso en la sede del Servicio de Seguridad de Ucrania, se estima que el ejército ruso controla ya la mayor parte de la ciudad.
El 8 de junio, Serhiy Haidái dijo: “Nadie va a abandonar la ciudad, aunque nuestro ejército tenga que retirarse a posiciones más fortificadas, ya que la ciudad está siendo bombardeada constantemente. Aún así, eso no significaría que la ciudad está abandonada”. Rusia declaró: “el grupo ucraniano en Donbás sufre pérdidas significativas en mano de obra, armas y equipo militar”. El Ministerio de Defensa del Reino Unido dijo: “es poco probable que alguna de las partes haya ganado terreno significativo en las últimas 24 horas”. Más tarde ese mismo día, Serhiy Haidái admitió que el Ejército de Ucrania fue empujado hacia las afueras de la ciudad debido a un intenso bombardeo ruso.
El 24 de junio, después de tomar las ciudades ucranianas de Hirske, Zoloté, Myrna Dolina y Toshivka, el mando ucraniano ordena retirar a sus fuerzas de Severodonetsk al verse en riesgo de ser embolsadas por las fuerzas rusas. Rusia por su parte informó la captura de la totalidad de la ciudad horas más tarde.
El 25 de junio, el alcalde de Severodonetsk confirmó que la ciudad estaba totalmente bajo control de las fuerzas rusas, finalizando así la batalla por Severodonetsk.

### Óblast de Járkov

#### Járkov
Al inicio de la invasión rusa, la ciudad fue objeto de intensos combates durante varios días, pero ha permanecido bajo el control de las fuerzas ucranianas. No obstante, aproximadamente 500 civiles habían muerto hasta mediados de abril y los bombardeos obligaron hasta 400 000 personas a refugiarse en el sistema de metro de Járkov. Entre tanto, más de 500 edificios habían sido destruidos y el centro histórico fue reducido a escombros.
A partir de abril, tras su retirada de la ofensiva de Ucrania central, las tropas rusas han reforzado sus asaltos a esta urbe. Así, entre el 18 y el 19 de ese mes, ambas partes confirmaron que había comenzado la «segunda fase» del episodio bélico a la que se refirieron como «batalla por el Dombás». Rusia afirmó que la operación estaba centrada en la «liberación completa» de Donetsk y Lugansk.

### Contraofensiva ucraniana (septiembre-octubre de 2022)

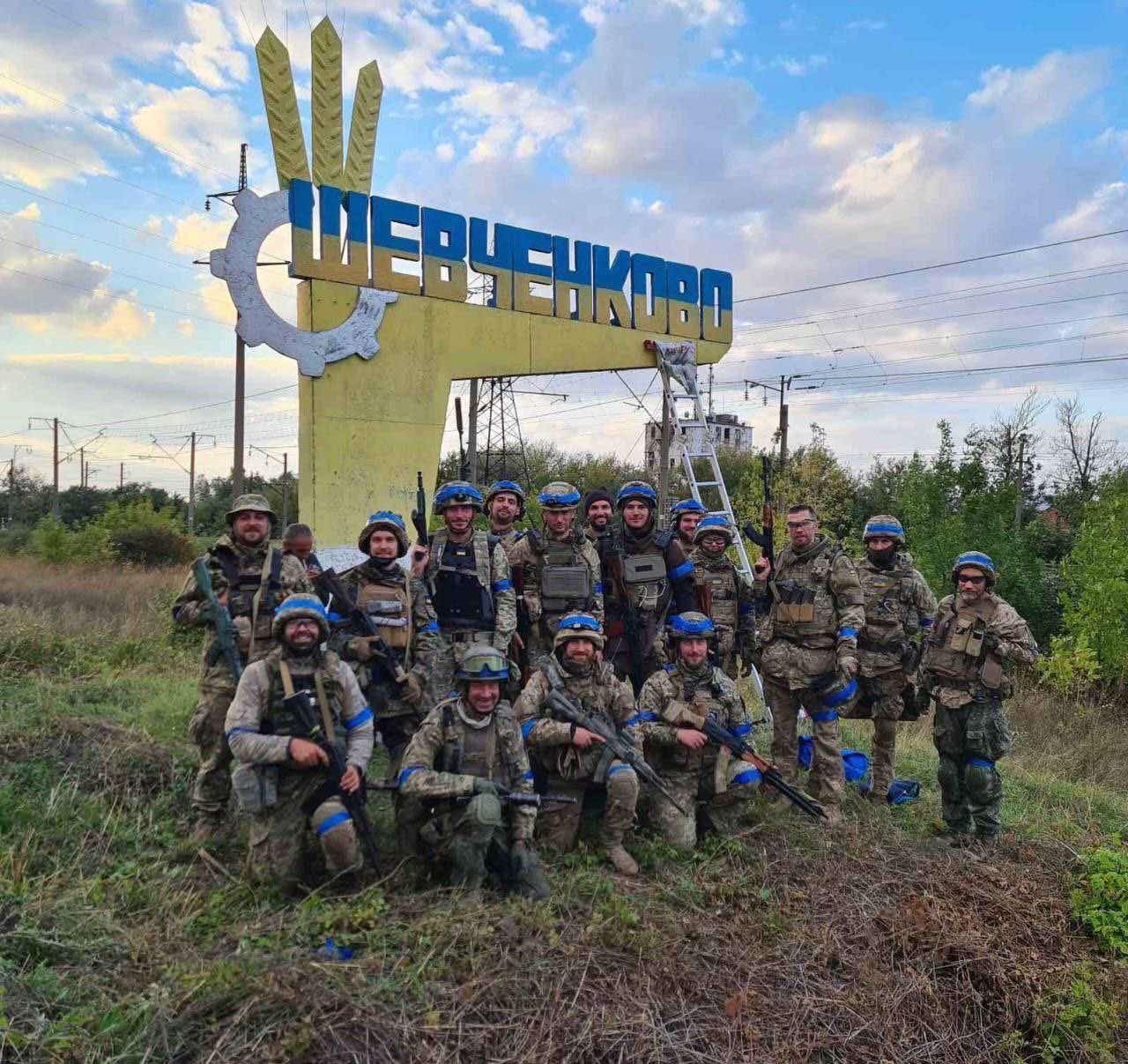
Soldados ucranianos en la entrada al poblado de Shevchenkove (óblast de Járkov) tras su liberación.

La contraofensiva del este de Ucrania de 2022, también llamada contraofensiva de Járkov, fue una ofensiva de las Fuerzas Armadas de Ucrania en el territorio ocupado por la Federación de Rusia en Ucrania, que se lanzó el 6 de septiembre de 2022 dentro del marco de la guerra ruso-ucraniana.

## Fuerzas presentes
Los rusos utilizaron tres ejércitos en conjunto con una división de tanques y una brigada de artillería de cohetes. Para mediados de abril, Rusia había concentrado alrededor de sesenta y cinco grupos tácticos de batallón (GTBs) en la línea de combate. Durante el transcurso de varios días anteriores al 18 de abril, once grupos tácticos de batallón rusos (GTBs) fueron añadidos a la fuerza rusa existente en Dombás, elevando el número total de GTBs en el Dombás a setenta y seis, lo que hace un total de aproximadamente sesenta mil tropas. Además, se dice que 22 GTBs (que se constituyen de entre quince y veinte mil soldados) fueron reabastecidos y reforzados al norte de Ucrania. En total, varias estimaciones de la ofensiva rusa los colocaba en cifras de entre cincuenta y sesenta y dos mil.
Los ucranianos habían concentrado seis brigadas regulares y la Legión Georgiana. Según Forbes, el 1 de febrero, el ejército de Ucrania contaba con veinte brigadas activas, significando que el 30 % de las fuerzas activas ucranianas, o ~51 000 soldados, fueron desplegados en el Dombás. Además, las unidades de la fuerza de Defensa Territorial estaban activas en el Dombás, junto con un número desconocido de voluntarios civiles y partidarios. El presidente Volodímir Zelenski dijo el 15 de abril que las fuerzas ucranianas contaban con cerca de 44 000 efectivos en la región del Dombás.

### Ataque aéreo al teatro de Mariúpol

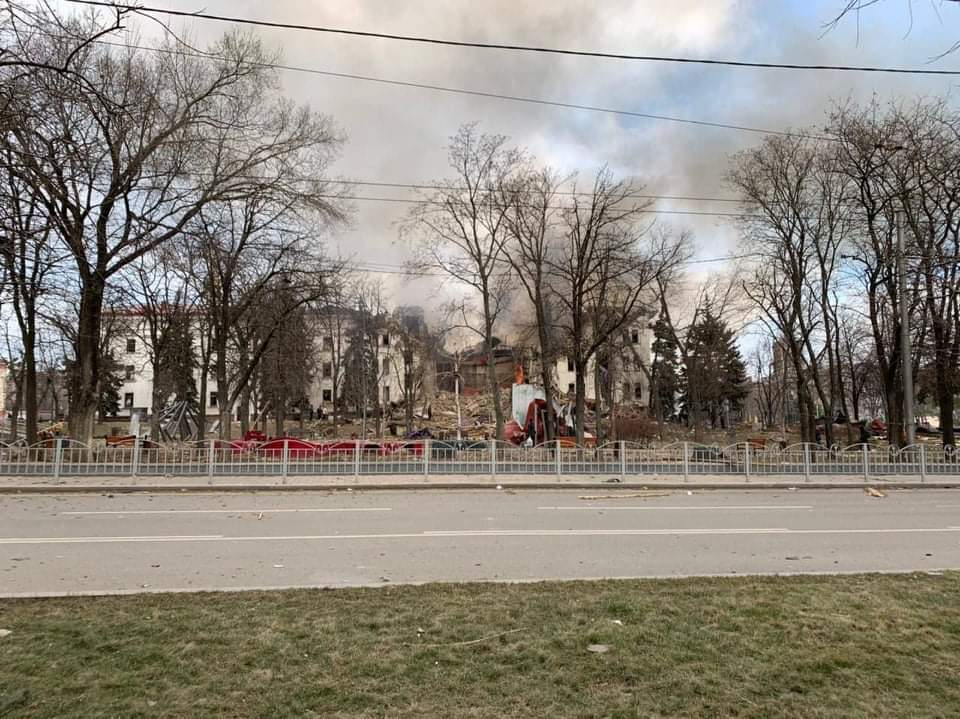
Ataque aéreo al teatro de Mariúpol.

## Comandantes
Aleksandr Dvórnikov
Aleksandr Vladímirovich Dvórnikov (en ruso: Алекса́ндр Влади́мирович Дво́рников; Ussuriisk, 22 de agosto de 1961) es un general del ejército de la fuerza terrestre rusa que comandó la intervención rusa en Siria y la invasión rusa de Ucrania, condecorado como Héroe de la Federación de Rusia.
En 2015, se convirtió en comandante de las Fuerzas Armadas rusas en Siria durante la intervención militar rusa allí. En ese momento cimentó una reputación por la dura conducción de sus campañas militares como las de Chechenia antes.

En abril de 2022, Dvórnikov fue puesto a cargo de las operaciones militares durante la guerra de Ucrania, hasta que fue sustituido por el coronel general Guennadi Zhidko a finales de mayo de 2022.
Valerii Zaluzhnyi
Valerii Fédorovych Zaluzhnyi (ucraniano: Валерій Федорович Залужний; Novohrad-Volynskyi, óblast de Zhitómir, 8 de julio de 1973) es un militar y diplomático ucraniano con rango de teniente general, fue comandante en jefe de las Fuerzas Armadas de Ucrania desde el 27 de julio de 2021 hasta su destitución el 8 de febrero de 2024 y miembro del Consejo de Defensa y Seguridad Nacional de Ucrania (desde el 28 de julio de 2021).

## Víctimas e impacto humanitario

### Járkov
Se informó que para el 8 de marzo, unas 600 000 personas habían podido ser evacuadas de la ciudad a través de trenes, al tiempo que las autoridades locales ucranianas aseguraban haber retomado las posiciones obtenidas por los paracaidistas rusos el 2 y 3 de marzo. Rusia por su parte indicó, a través de comunicados recogidos por TASS, que el enfriamiento de los combates y bombardeos a la ciudad se debía a la apertura de un corredor humanitario de la ciudad hacia la frontera rusa (hacia Bélgorod más concretamente), decidido unilateralmente por Rusia tras la segunda ronda de conversaciones Rusia-Ucrania, puesto que la postura del gobierno ucraniano, abanderado por Zelenski, no había accedido a abrir únicamente corredores hacia las fronteras rusa y bielorrusa, tal como proponía su contraparte de Rusia.

### Dombás
Evacuación de Donetsk y Lugansk
El 18 de febrero de 2022, el líder de la RPD, Denis Pushilin, anunció que los habitantes de la RPD debían evacuar a Rusia debido a la amenaza de ataque de Ucrania. Más tarde, Leonid Pasechnik, jefe de la RPL, hizo lo mismo y anunció que la población civil de la RPL iba a ser evacuada a Rusia. Sin embargo, Ucrania negó las acusaciones de iniciar una ofensiva contra las dos repúblicas. El primer tren para la evacuación partió hacia Rusia el 19 de febrero. Según el Ministerio de Situaciones de Emergencia de Rusia, 50 000 evacuados del Dombás habían llegado a Rusia en los dos primeros días desde el anuncio de la evacuación.

## Crímenes de guerra

### Ataque aéreo al hospital de Mariúpol

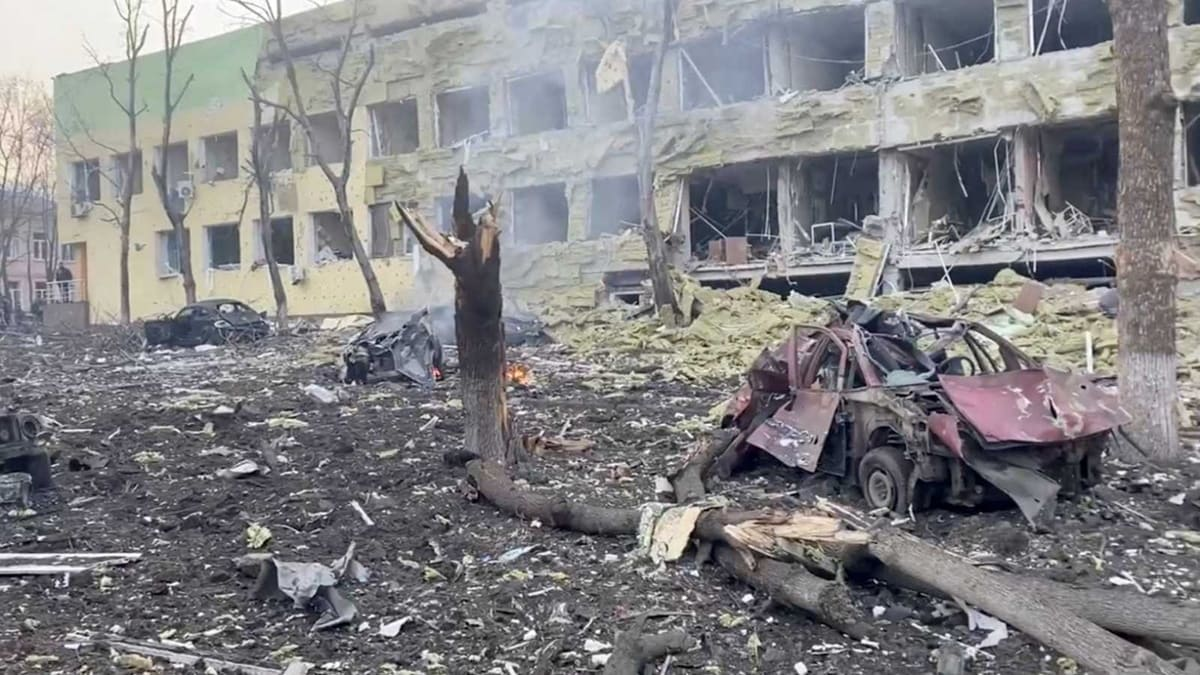
Ataque aéreo al hospital de Mariúpol.

El Presidente de Ucrania Volodímir Zelenski, el Alto representante de exteriores de la UE Josep Borrell y el Ministro británico de las Fuerzas Armadas James Heappey describieron el acto como un "crimen de guerra".

### Bombardeo de la estación de tren de Kramatorsk
El ministro de relaciones exteriores de Francia, Jean-Yves Le Drian consideró el ataque como un crimen de lesa humanidad: “Atacaron una estación donde hay refugiados, civiles y esto podría constituir un crimen de lesa humanidad”.

## Impacto en las infraestructuras

### Óblast de Járkov
Un misil de crucero ruso impactó contra el ala derecha de la sede del gobierno regional del óblast de Járkov, destrozando el interior y parte de la fachada. En este edificio se iban a llevar a cabo tareas de reclutamiento de civiles. En la misma ciudad, otro misil que destruyó parcialmente el ayuntamiento, afectó también a varios edificios cercanos, entre ellos la Catedral de la Dormición de la Iglesia Ortodoxa de Ucrania dependiente del Patriarcado de Moscú. Los daños se limitaron al estallido de vidrieras y la rotura de marcos de madera de las obras colgadas de las paredes. El edificio data de finales del siglo XVIII y su estética, de elementos barrocos y neoclásicos, del XIX.
También en Járkov, la Comisaría Central de policía fue objetivo de un misil de crucero que destruyó completamente los pisos superiores, causando un incendio que devoró parte de su estructura. Por su parte, la Facultad de Economía de la Universidad de Járkov resultó seriamente dañada en el ataque a la comisaría central de policía, al ser edificios situados en la misma calle. El complejo deportivo de la universidad fue destruido igualmente, así como la residencia de estudiantes de la Universidad Nacional del Ejército del Aire de Járkov.
El Palacio del Trabajo perdió parte del tejado y todas las ventanas en los ataques a varios objetivos cerca de la plaza de la Constitución de Járkov. Asimismo el edificio centenario del Ayuntamiento, situado cerca de la plaza, sufrió daños en sus dos fachadas principales. La casa museo del poeta y filósofo Grigori Skovoroda fue bombardeada.